# Xã Chalmers, Quận McDonough, Illinois
Xã Chalmers (tiếng Anh: Chalmers Township) là một xã thuộc quận McDonough, tiểu bang Illinois, Hoa Kỳ. Năm 2010, dân số của xã này là 686 người.